# Założenia ekonomicznej analizy prawa
Założenia ekonomicznej analizy prawa (ang. assumptions of economic law analysis) – zasady stanowiące podstawę dalszych wywodów w dziedzinie ekonomicznej analizy prawa. Metodologia ekonomicznej analizy prawa koncentruje się na założeniach podzielanych przez większość badaczy, które mają swe źródło w teorii ekonomii.

## Podstawowe założenia

### Prawo
Prawo odnosi się do ustaw, prawa sędziowskiego, traktatów i praw zwyczajowych. Ekonomiczna analiza prawa bada jego powstanie i efekty, które przynosi. Analiza sprowadza zjawiska prawne do kategorii realnie (empirycznie i formalnie) istniejących faktów, które można przełożyć na sformalizowany język ekonomii w postaci modeli.
Według Frédérica Bastiat’a prawo należy rozumieć jako zbiorową organizację indywidualnych uprawnień do ochrony, takich jak: prawo do obrony życia, wolności i własności każdej osoby, prawo jest grupowym uprawnieniem do obrony podstawowych wartości.

### Równowaga
Pojęcie równowagi wywodzi się z ekonomii klasycznej. Oznacza dążenie każdego systemu do punktu zrównania antagonistycznych działań. Przykładem z ekonomicznej analizy prawa jest wzrost ceny narkotyków na czarnym rynku po wprowadzeniu restrykcyjnych przepisów i sankcji karnych za handel narkotykami.

### Efektywność prawna i ekonomiczna
W teorii prawa efektywność rozumie się jako instrumentalną skuteczność, działanie, które realizuje cele wyznaczone przez działającego. Efektywność w ekonomii to brak marnotrawstwa, proces wytwarzania dóbr i usług jest efektywny, jeśli zachowane są dwa warunki:
1. nie jest możliwe osiągnięcie tych samych rezultatów przy niższych nakładach i
2. nie jest możliwe osiągnięcie lepszych rezultatów przy użyciu tych samych nakładów[4].

### Utylitaryzm
Klasyczna wersja utylitaryzmu wywodzi się od Jeremy’ego Benthama i opiera się na zasadzie użyteczności. Zasada ta głosi, że celem działania człowieka we wszystkich sferach powinno być największe szczęście największej liczby ludzi. Postępowanie jest akceptowane albo potępiane wedle tego, czy zwiększa czy zmniejsza szczęście osób zainteresowanych.

### Maksymalizacja
Maksymalizacja wynika z racjonalności, człowiek, który może podjąć alternatywny wybór, zdecyduje się na taką możliwość, która najpełniej zaspokoi jego potrzeby. Maksymalizacja odnosi się do dwóch wartości: użyteczności i bogactwa (dochodu).

### Ujęcie człowieka w systemie prawno-ekonomicznym
Rozumienie i opis człowieka jako homo oeconomicus, działającego w przewidywalny sposób, dzięki czemu możliwe jest określenie pojęć użyteczności, dobrobytu społecznego oraz przewidywania skutków społecznych określonych rozwiązań prawnych. Homo oeconomicus jest racjonalny w swoich działaniach i kieruje się egoistyczną motywacją.